# Liste der Nummer-eins-Hits in Finnland (1963)
Dies ist eine Liste der Nummer-eins-Hits in Finnland im Jahr 1963. Sie basiert auf den offiziellen Single Top, die im Auftrag von Musiikkituottajat, der finnischen Landesgruppe der IFPI, erstellt werden.

## Singles
| | Liste der Nummer-eins-Hits in Finnland | Liste der Nummer-eins-Hits in Finnland | Liste der Nummer-eins-Hits in Finnland    | 1964 →                    |
| \| Zeitraum \| Wo. ges. \| Interpret \| Titel Autor(en) \| Zusätzliche Informationen \| \| (Zeitraum, Wochen auf Platz eins, Interpret, Titel, Autor[en], zusätzliche Informationen) \| \| \| \| \| \| ----------------------------------------------------------------------------------------- \| -------- \| ------------- \| ----------------------------------------- \| ------------------------- \| \| Dezember 1962 – Januar 1963 2 Monate \| 2 \| Brian Hyland \| Sealed with a Kiss Peter Udell, Gary Geld \| – \| \| Februar 1963 1 Monat \| 1 \| Reijo Taipale \| Satumaa \| – \| \| März 1963 1 Monat \| 1 \| Rocco Granata \| Tango d’amore \| – \| \| April 1963 – Mai 1963 2 Monate \| 2 \| The Sounds \| Emma \| – \| \| Juni 1963 – August 1963 3 Monate \| 3 \| Paul Anka \| Crying in the Wind \| – \| \| September 1963 – November 1963 3 Monate \| 3 \| Taisto Tammi \| Tango merellä \| – \| \| Dezember 1963 1 Monat \| 1 \| The Beatles \| Twist and Shout Bert Berns, Phil Medley \| – \| |                                        |                                        |                                           |                           |
| |                                        |                                        |                                           | → 1964 →                  |
| Zeitraum | Wo. ges.                               | Interpret                              | Titel Autor(en)                           | Zusätzliche Informationen |
| (Zeitraum, Wochen auf Platz eins, Interpret, Titel, Autor[en], zusätzliche Informationen) |                                        |                                        |                                           |                           |
| Dezember 1962 – Januar 1963 2 Monate | 2                                      | Brian Hyland                           | Sealed with a Kiss Peter Udell, Gary Geld | –                         |
| Februar 1963 1 Monat | 1                                      | Reijo Taipale                          | Satumaa                                   | –                         |
| März 1963 1 Monat | 1                                      | Rocco Granata                          | Tango d’amore                             | –                         |
| April 1963 – Mai 1963 2 Monate | 2                                      | The Sounds                             | Emma                                      | –                         |
| Juni 1963 – August 1963 3 Monate | 3                                      | Paul Anka                              | Crying in the Wind                        | –                         |
| September 1963 – November 1963 3 Monate | 3                                      | Taisto Tammi                           | Tango merellä                             | –                         |
| Dezember 1963 1 Monat | 1                                      | The Beatles                            | Twist and Shout Bert Berns, Phil Medley   | –                         |

Siehe auch: Nummer-eins-Hits 1964 in  Australien, Belgien, Deutschland, Finnland, Frankreich, Irland, Italien, Kanada, den Niederlanden, Norwegen, Österreich, Spanien, den Vereinigten Staaten und im Vereinigten Königreich.